# NGC 930
NGC 930 est une entrée du New General Catalogue qui concerne un corps céleste inexistant. 
Cet objet a été enregistré par l'astronome britannique Ralph Copeland le 26 octobre 1872 dans la constellation du Bélier.
L'emplacement de NGC 930 diffère selon les sources consultées. Le professeur Courtney Seligman situe cet objet inexistant à l'est de NGC 932 tandis que la basse de données NASA/IPAC et celle de SEDS le situe à l'ouest (voir l'image). Le site de Simbad identifie NGC 930 à la galaxie NGC 932 et non à un objet inexistant.